# فندق أكروبول
فندق أكروبول فندق يقع في الخرطوم بالسودان أسس عام 1952م.

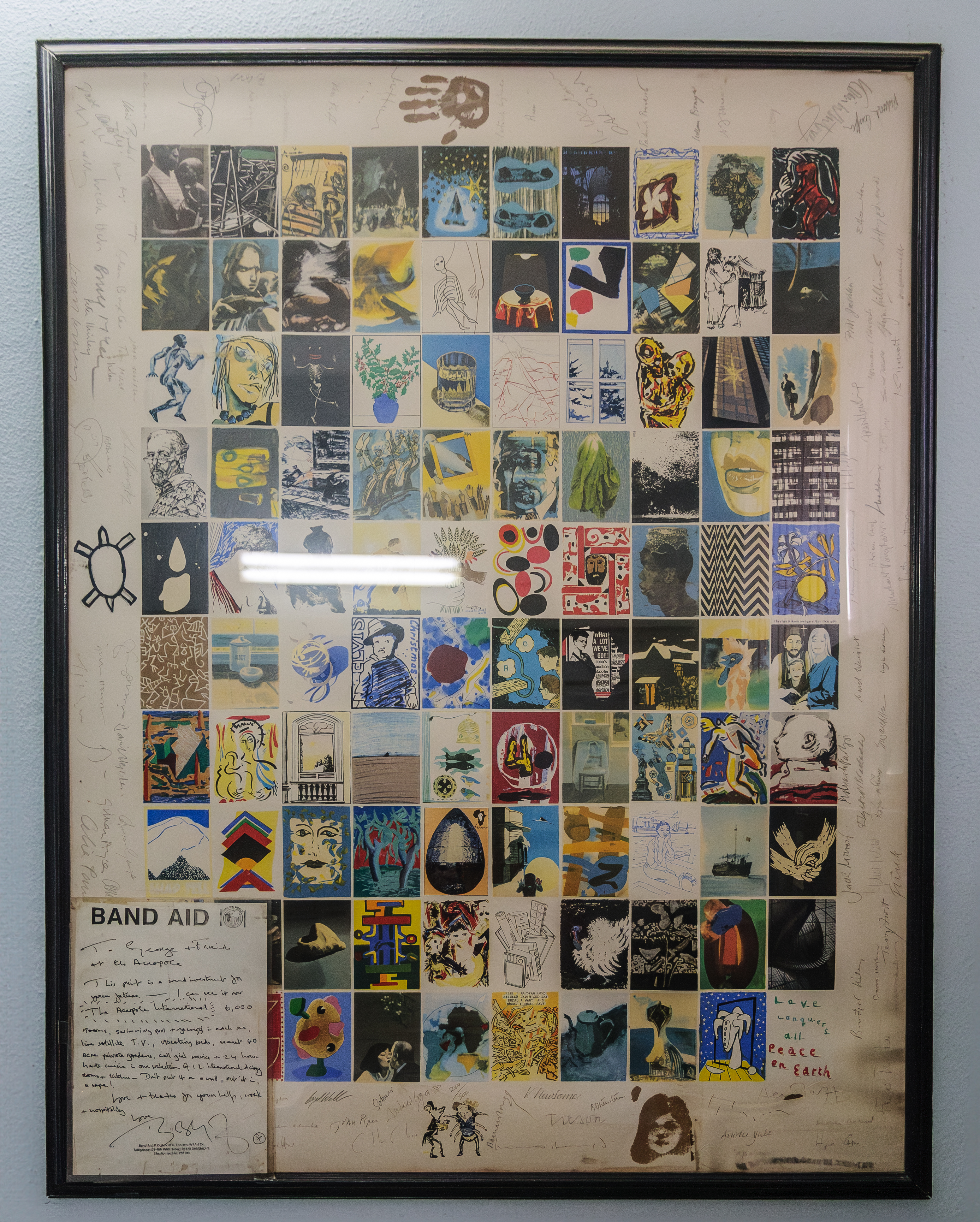
بوسترات في فندق أكروبول

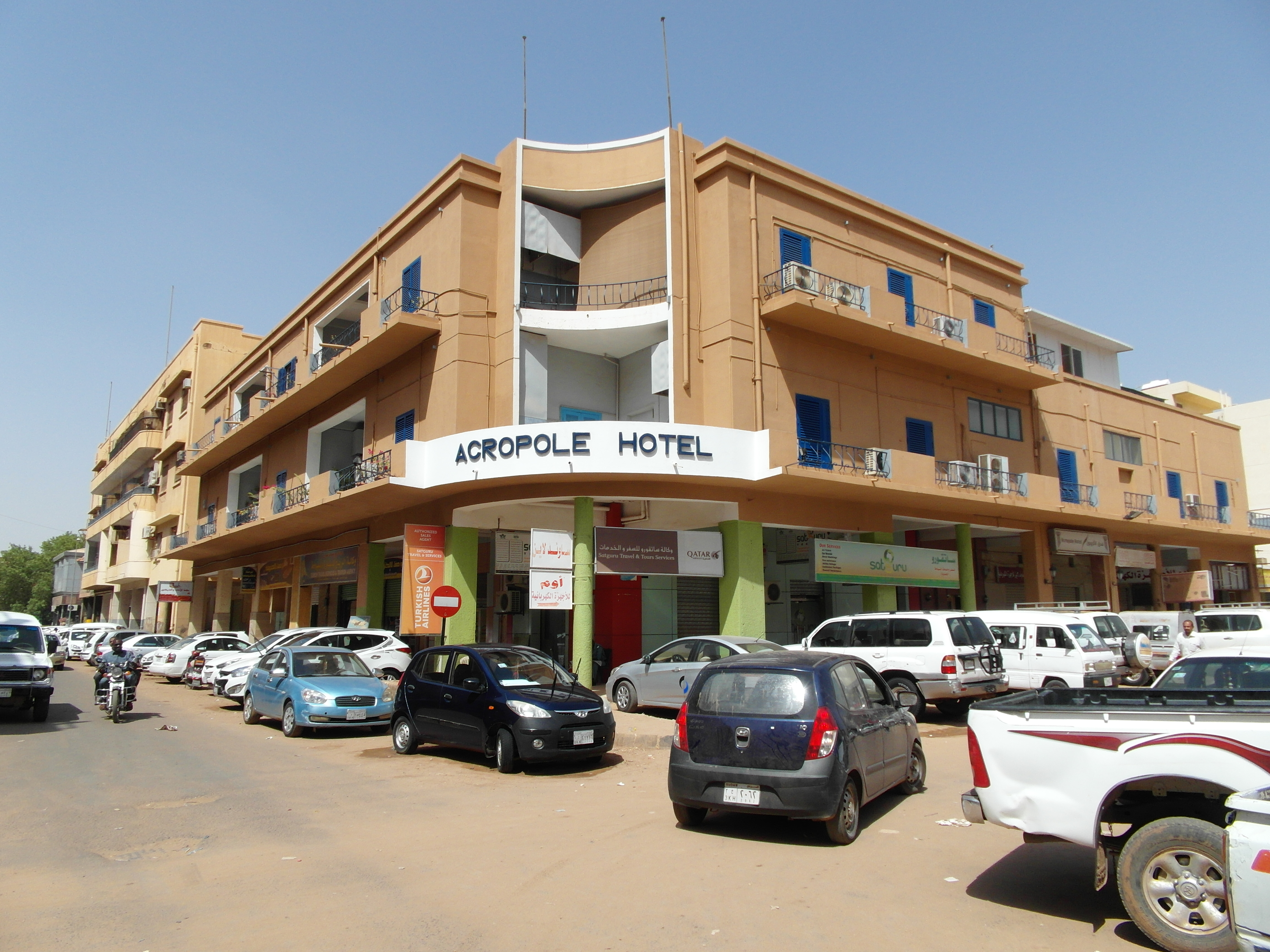
صورة حديثة لفندق أكروبول

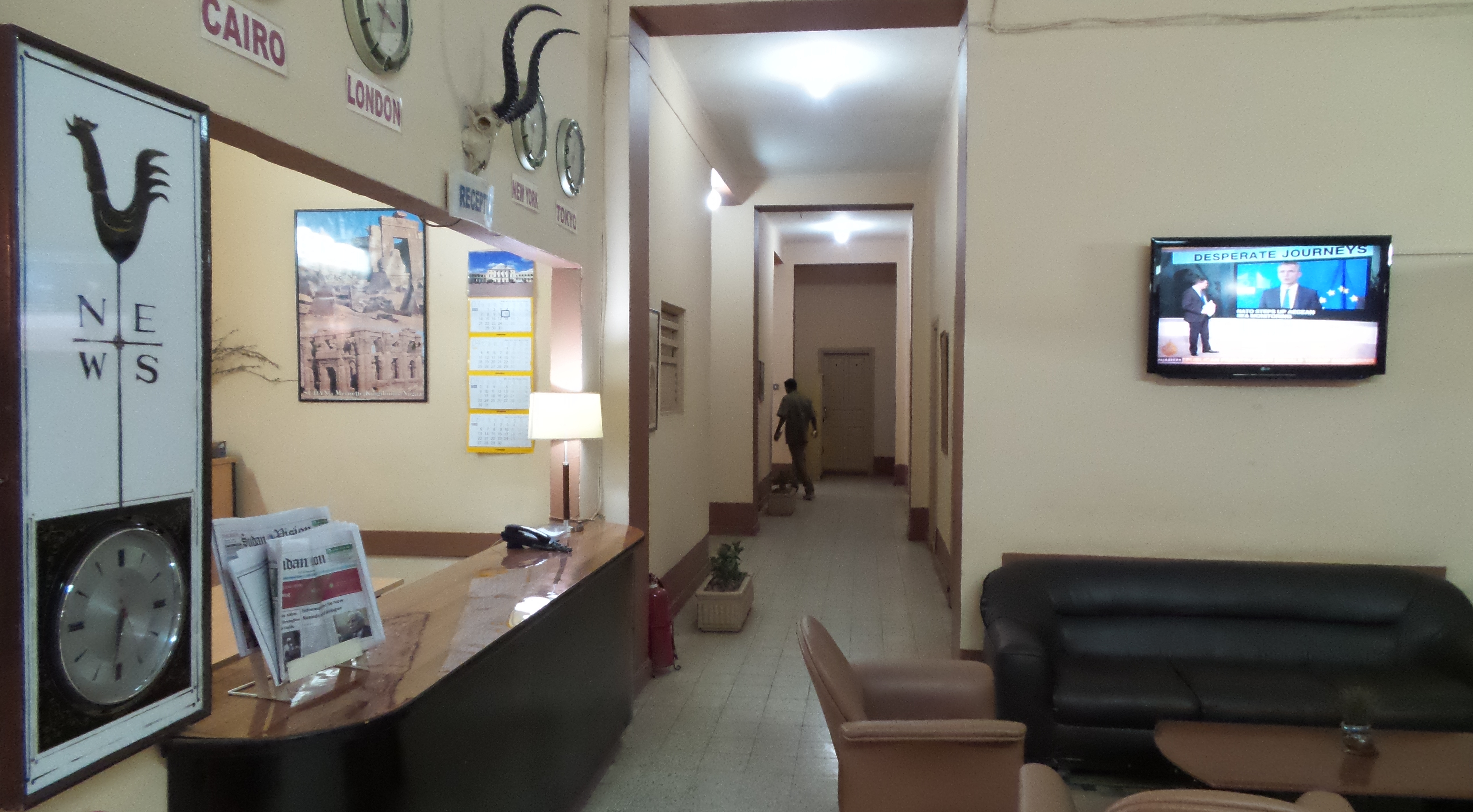
فندق أكروبول في السودان

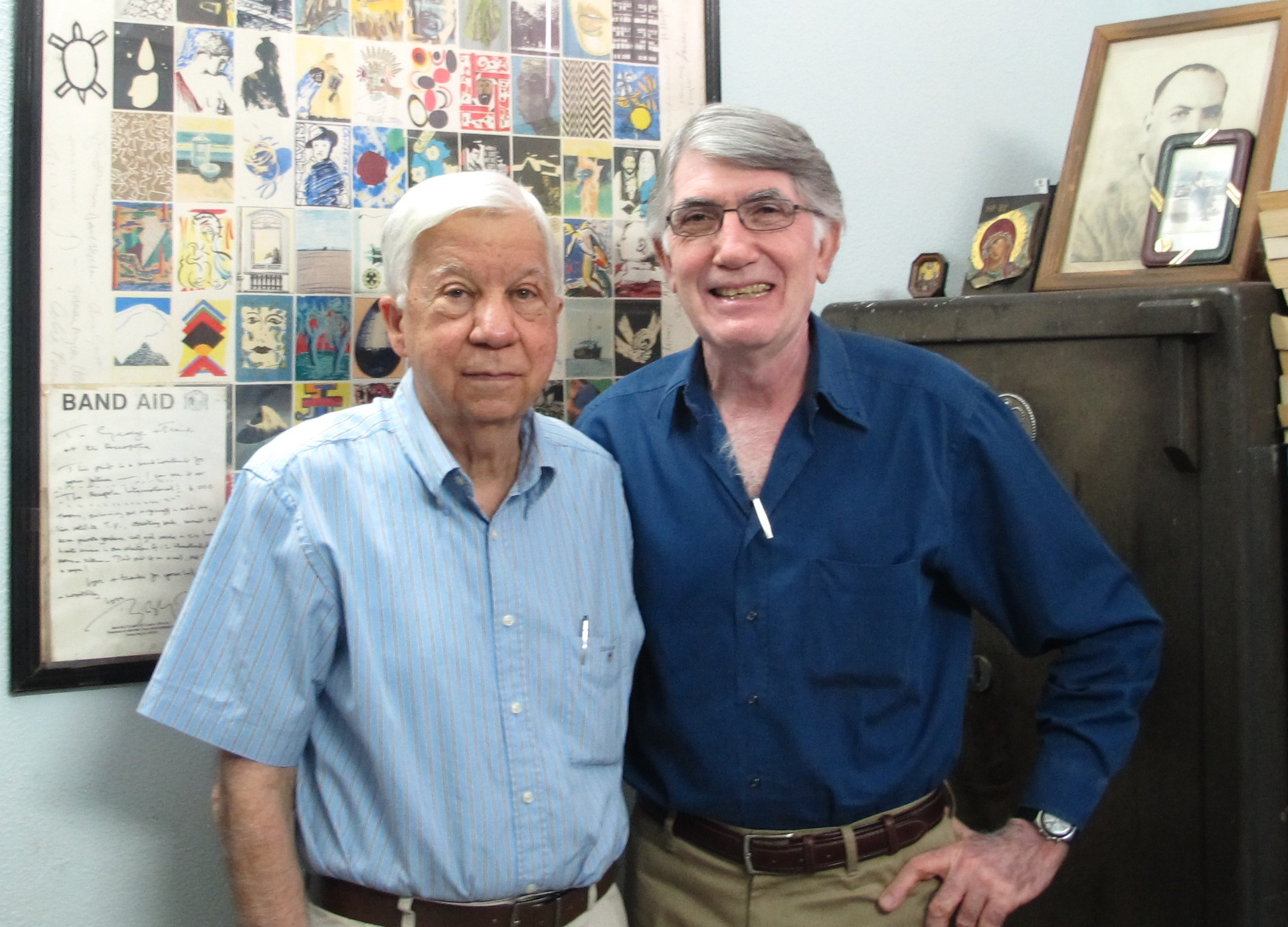
"ثاناسيس" باجولاتوس (يسار) مالك فندق أكروبول وشقيقه الأصغر جورج

## تاريخ
فندق أكروبول احد أقدم الفنادق في  العاصمة الخرطوم. تأسس في عام 1952 بواسطة باناجيوتيس باجولاتوس من سيفالونيا، الذي هاجر من اليونان خلال الحرب العالمية الثانية برفقة زوجته "فلورا" التي كانت من المجتمع اليوناني في مصر، وتحديداً من الإسكندرية؛  نظرًا لوجود مجتمع كبير من اليونانيين في السودان في ذلك الوقت أيضًا. استقر الزوجان في السودان خلال فترة الاستعمار الإنجليزي.
كتبت صحيفة الواشنطن بوست:
«خلال النهار، كان يعمل في الحكومة البريطانية و بالإضافة لذلك كان يعمل محاسبًا خاصًا وسرعان ما جمع رأس مال كافٍ لفتح ملهى ليلي مقابل قصر الحاكم».

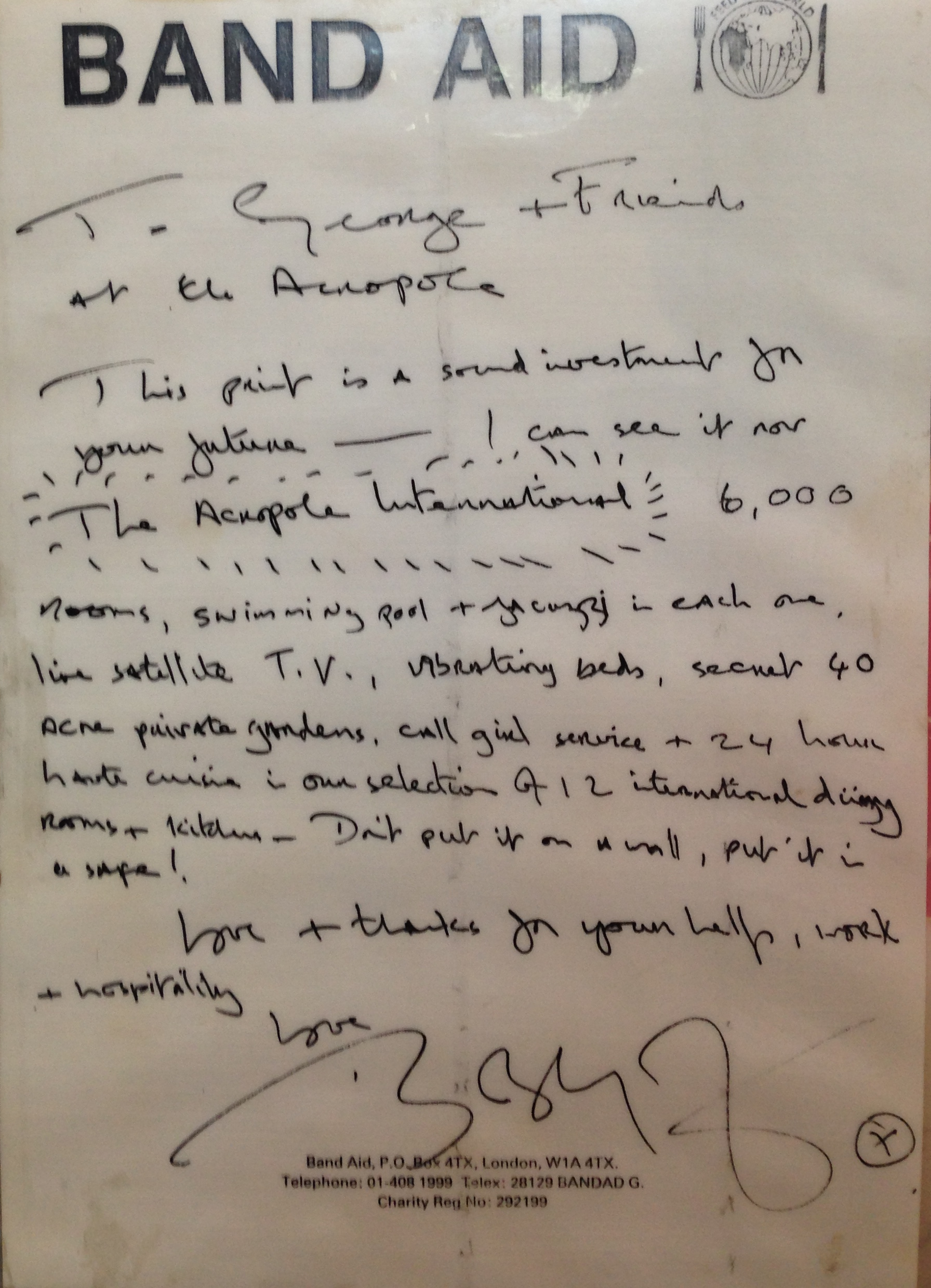
(حبي وشكري) من بوب جيلدوف إلى اكروبول

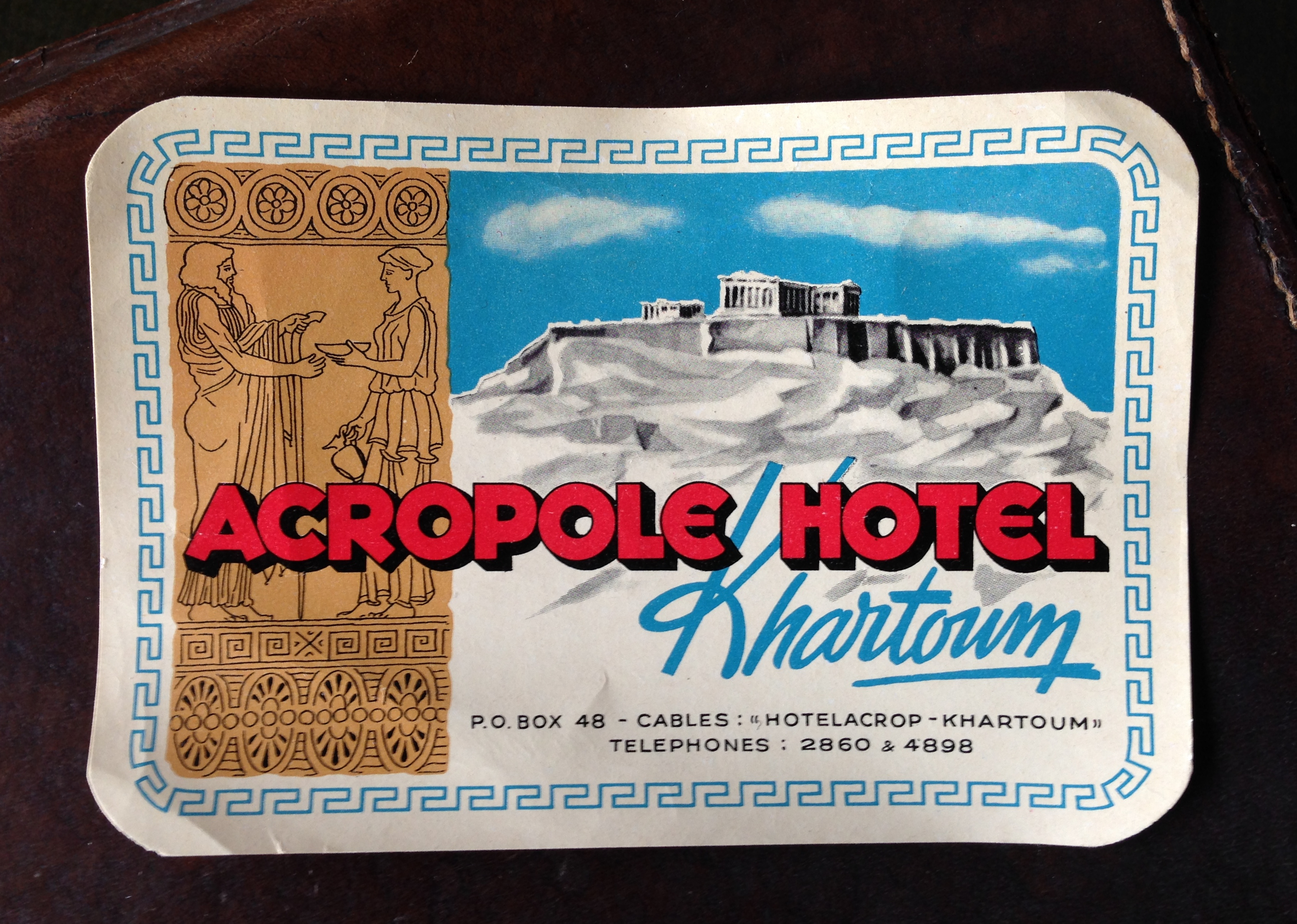
ملصق تاريخي على حقيبة سفر قديمة

عندما أغلقت الحكومة «حانة بريطانيا العظمى» بسبب الإزعاج العام حصل الزوجان على صفقة للخمور، وافتتحا متجرًا للنبيذ، ومتجرًا للحلويات ثم فندق أكروبول الذي سرعان ما تم توسيعه  ثم أغلق محل الحلويات في عام 1967 عندما تم تدميره خلال الاحتجاجات الشعبية ضد الحكومة ، في نفس العام توفي باناجيوتيس وتولى الأبناء الثلاثة - ثاناسيس وجورج وجيراسيموس («مايك») العمل.

اقتباس:
" بتوجيهات والدتهم وعملهم الدؤوب تمكنوا من تحويل الفندق إلى كنز حقيقي يعبر عن الحياة الثقافية والسياحية للمدينة.

## الفندق خلال الفترات المختلفة

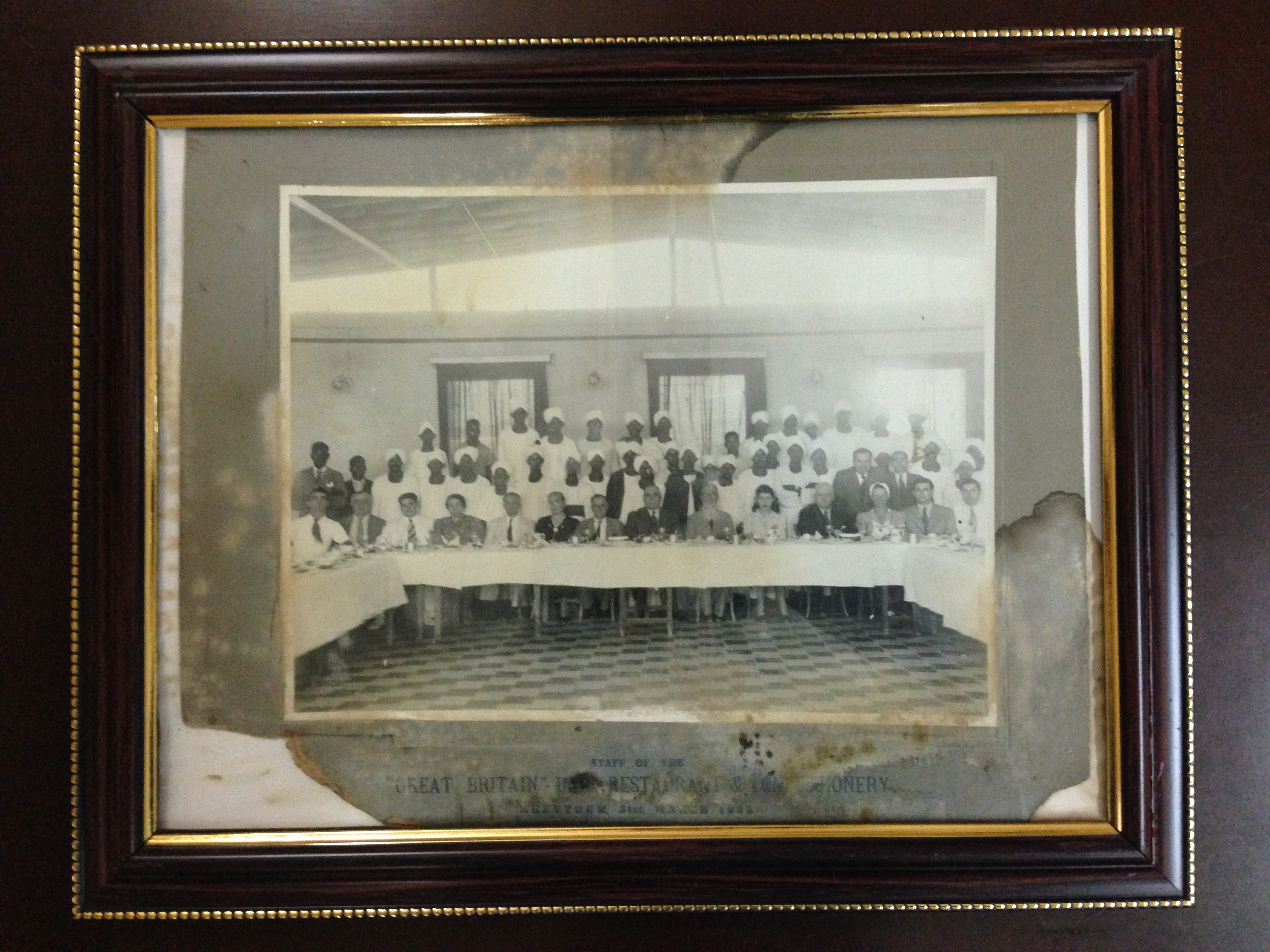
صورة تجمع موظفي نادي "بريطانيا العظمى " عام 1943 على جدران مكتب مدير أكروبول

على عكس العديد من الشركات اليونانية السودانية الأخرى تم إعفاء الأكروبول من سياسات التأميم في أعقاب انقلاب عام 1969حيث أن الفندق كان في مبنى مستأجر وكانت قد أثرت في عمله الأزمة الاقتصادية المتفاقمة لكنه استفاد من التأرجح الموالي للغرب بعد الانقلاب الفاشل عام 1971 من قبل أجزاء من الحزب الشيوعي السوداني.
مرة أخرى في عام 1983 فقد فندق أكروبول جزءًا من أعماله عندما أعلن الرئيس السوداني جعفر نميري «قوانين سبتمبر» تحت عنوان الشريعة وأُلغيت جميع الخمور، حينها كان الأكروبول الموزع لبيرة Amstel في البلاد.

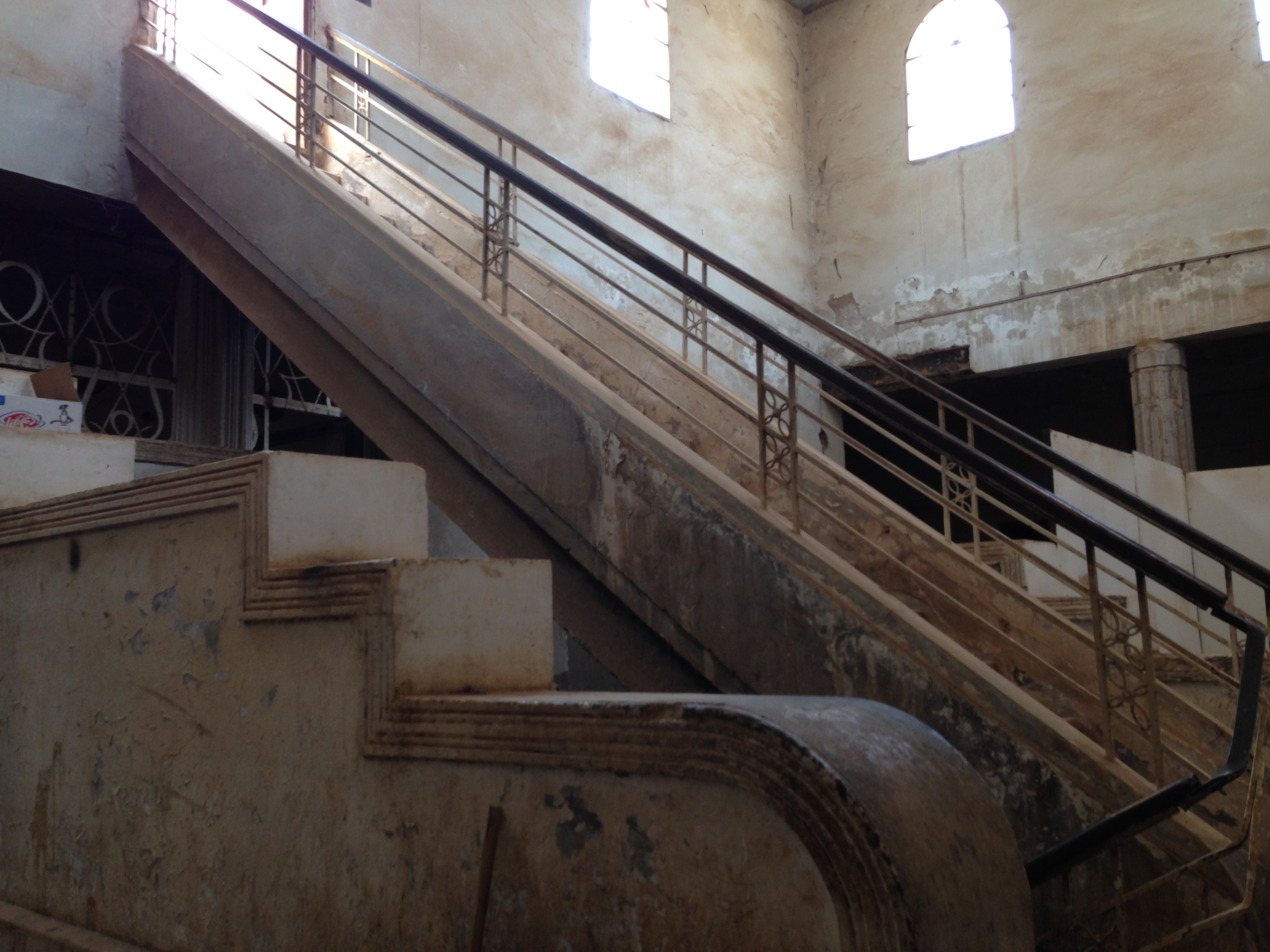
المبنى الذي كان يضم الأكروبول حتى عام 1988 تم تصويره في عام 2018

بعد المجاعات المدمرة 1984/85 في دارفور وإثيوبيا أصبح فندق الأكروبول قاعدة للعديد من المنظمات غير الحكومية الدولية حيث كان الفندق الوحيد الذي يمتلك خطوط هاتف وتلكس وفاكس موثوقة.
تعتبر رسالة شكر وتقدير من بوب جيلدوف مؤسس باند ايد الخيرية على جدار مكتب الفندق دليلًا على تقديره للدعم الذي قدمه لهم فندق الاكروبول وموظفوه والشبكة السودانية.
وصف المؤلف إدوارد جيرارديت الفندق في عام 1985 على النحو التالي:

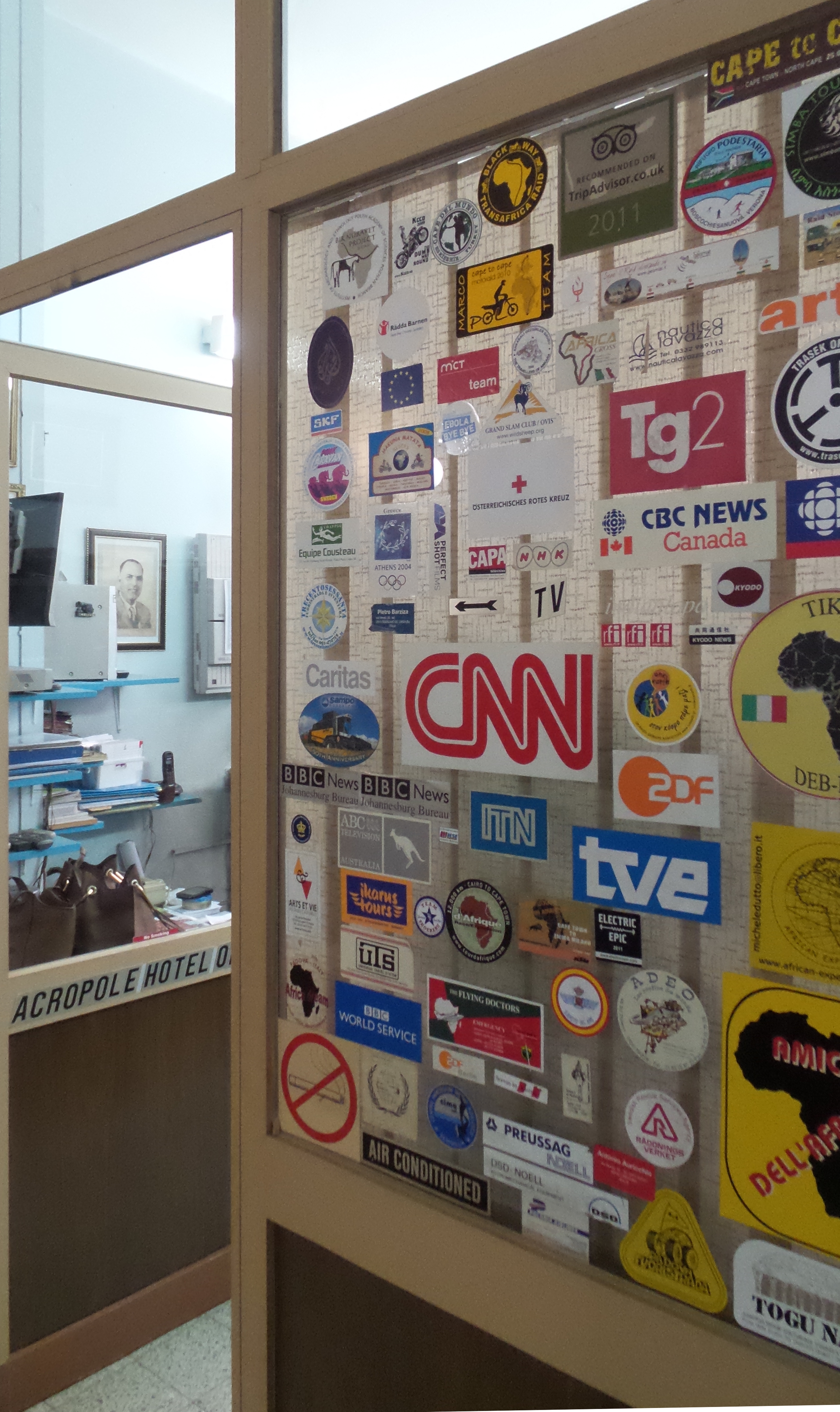
مكتب الإدارة (2016)

" من الخارج، يبدو الأكروبول متواضعا تمامًا مجرد مبنى آخر من المباني الباهتة باللون الأصفر التي تصطف على جانبي الشوارع المتربة والمليئة بالحفر في قلب العاصمة السودانية ومع ذلك، فإن قاعات وغرف وشرفات وممرات الاكروبول نظيفة تمامًا، ومصممة ببساطة ولكن بذوق رفيع على طراز فن الآرت ديكو متجدد الهواء والرائع في ثلاثينيات القرن الماضي "

### حادثة انفجار

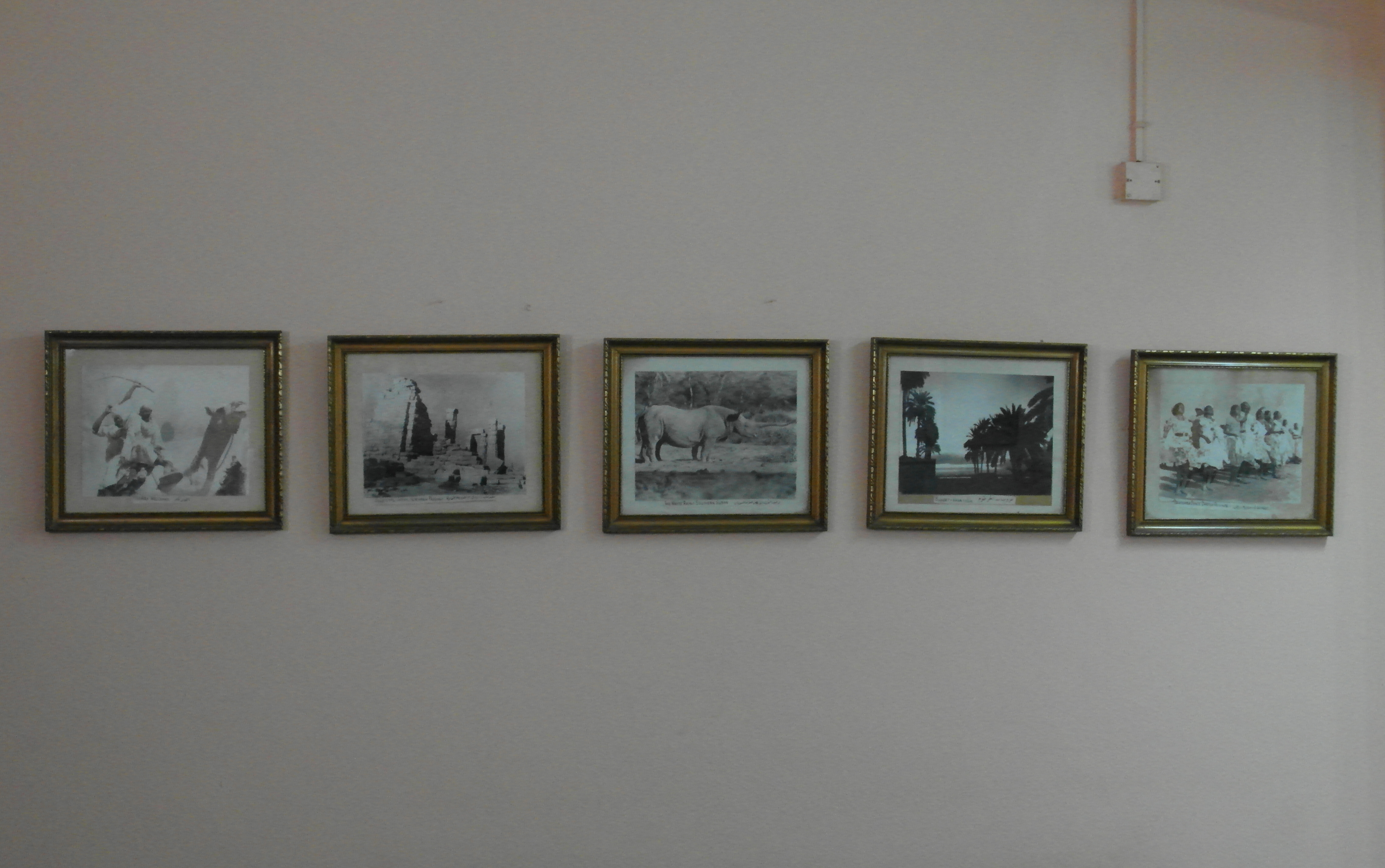
معرض الصور التاريخية في مطعم الفندق (2015)

في 15 مايو 1988 م فُجع رواد الأكروبول بالمأساة، عندما فجرت مجموعة إرهابية المطعم مما أسفر عن مقتل زوجين بريطانيين مع طفليهما وبريطاني آخر وعاملان سودانيان وأدى إلى إصابة 21 شخصًا وفقًا لمجلة الإيكونوميست، فإن الهجوم كان على هدف سهل حيث أن الفندق اشتهر باستضافة العديد من الأجانب الغربيين وكان " انتقامًا واضحًا لاغتيال إسرائيل في تونس للزعيم العسكري لمنظمة التحرير الفلسطينية خليل الوزير بعدها تم القبض على خمسة من أعضاء المجموعة وإدانتهم وتحولت أحكام الإعدام الصادرة بحقهم إلى عقوبة السجن، عندما وافق أقارب الضحايا السودانيين على دفع "الدية" في يناير 1991و قبل وقت قصير من بدء حرب الخليج أطلق النظام الجديد للزعيم الإسلامي حسن الترابي سراحهم الخمسة.

### أحداث أخرى

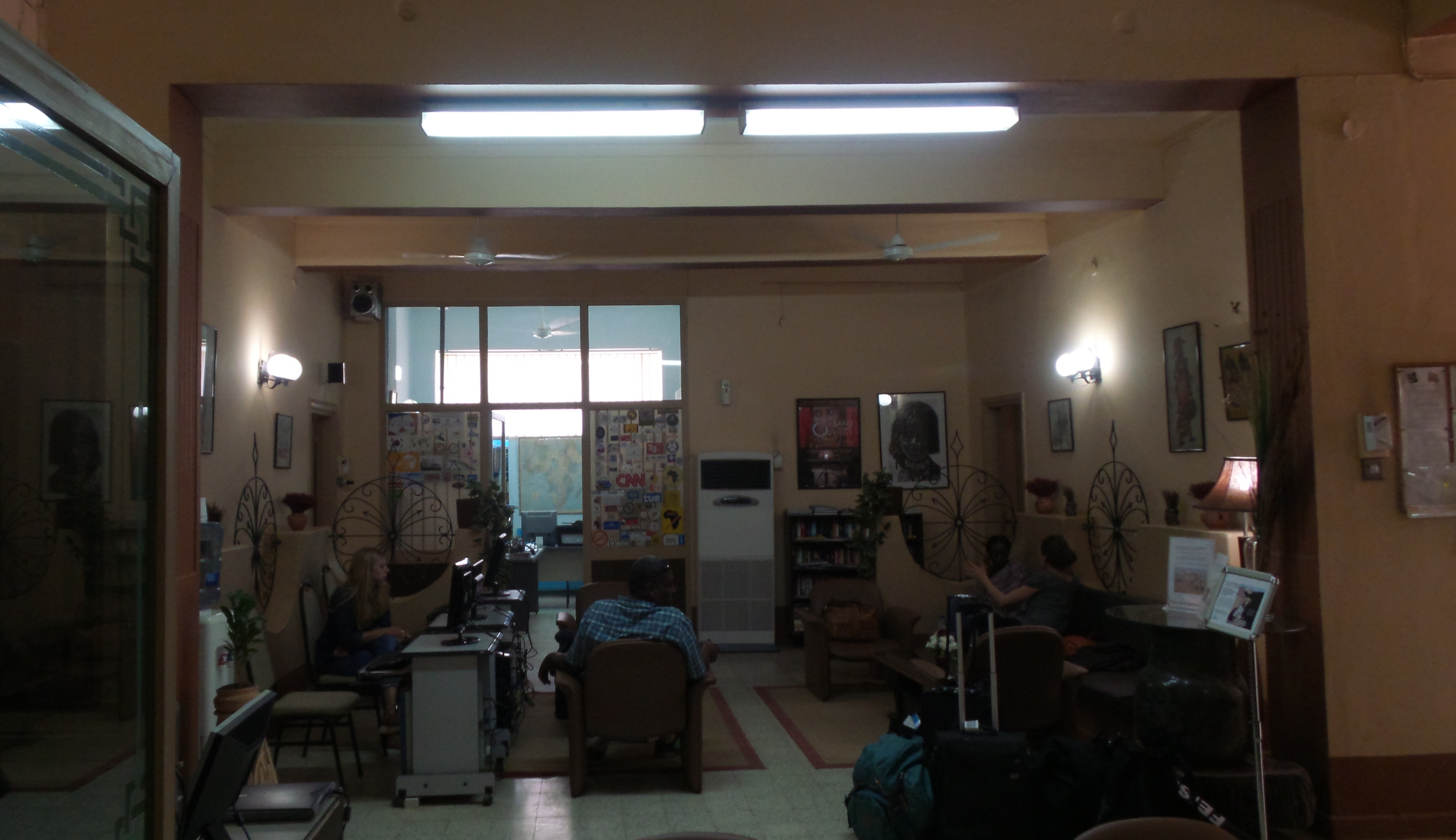
لوبي الفندق (2016)

في مرحله اخري ،تمكن الأخوان باجولاتوس من نقل الفندق إلى مبنى مقابل أنقاض المبنى القديم  أصبح الفندق واحدا من أكثر الأماكن شعبية في السودان للزوار والسياح الغربيين وخاصة الصحفيين وعلماء الآثار والعاملين في المنظمات غير الحكومية لهذا السبب يظهر فندق أكروبول بشكل متكرر في كتب السفر.

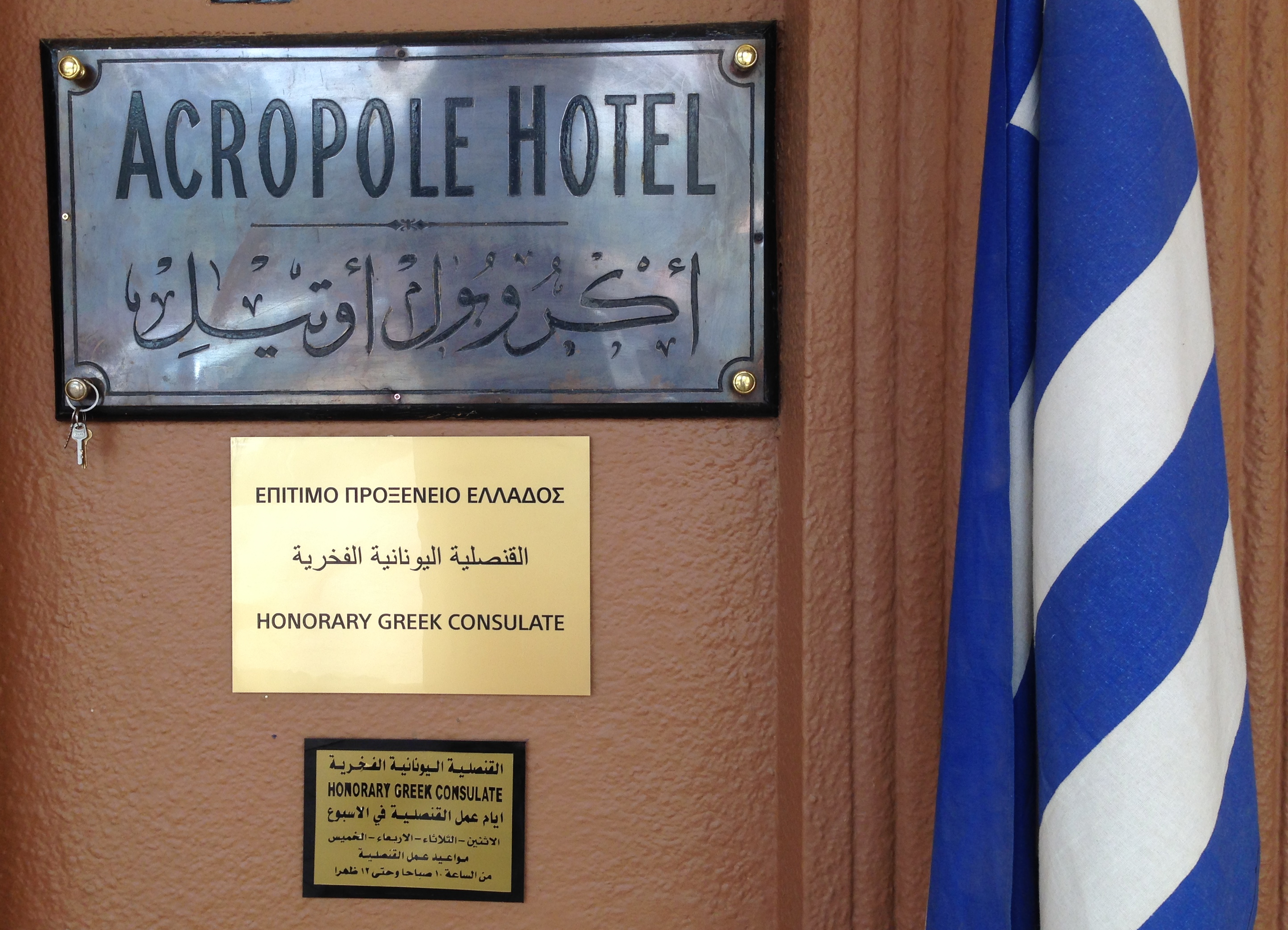
القنصلية الفخرية لليونان في الأكروبول

تصدر الفندق الاخبار في حادث تحطم مروحية المخرجة الشهيرة ليني ريفنشتال في جبال النوبة في أوائل عام 2000 عن عمر يناهز 97 عامًا قام الأخوان باغولاتوس بالبحث عنها عبر توظيف قبطان وطائرة للخطوط الجوية السودانية لإنقاذها وطاقمها، وكانت هناك سيارة إسعاف تنتظر في المطار.
يقع الفندق بجورا  متجر الأجهزة الإلكترونية OHM الذي يملكه شقيق الشيخ موسى هلال زعيم ميليشيا الجنجويد في دارفور سابقًا، تمكن العديد من الصحفيين وأعضاء المنظمات الحقوقية من مقابلة هلال في هذا المتجر.

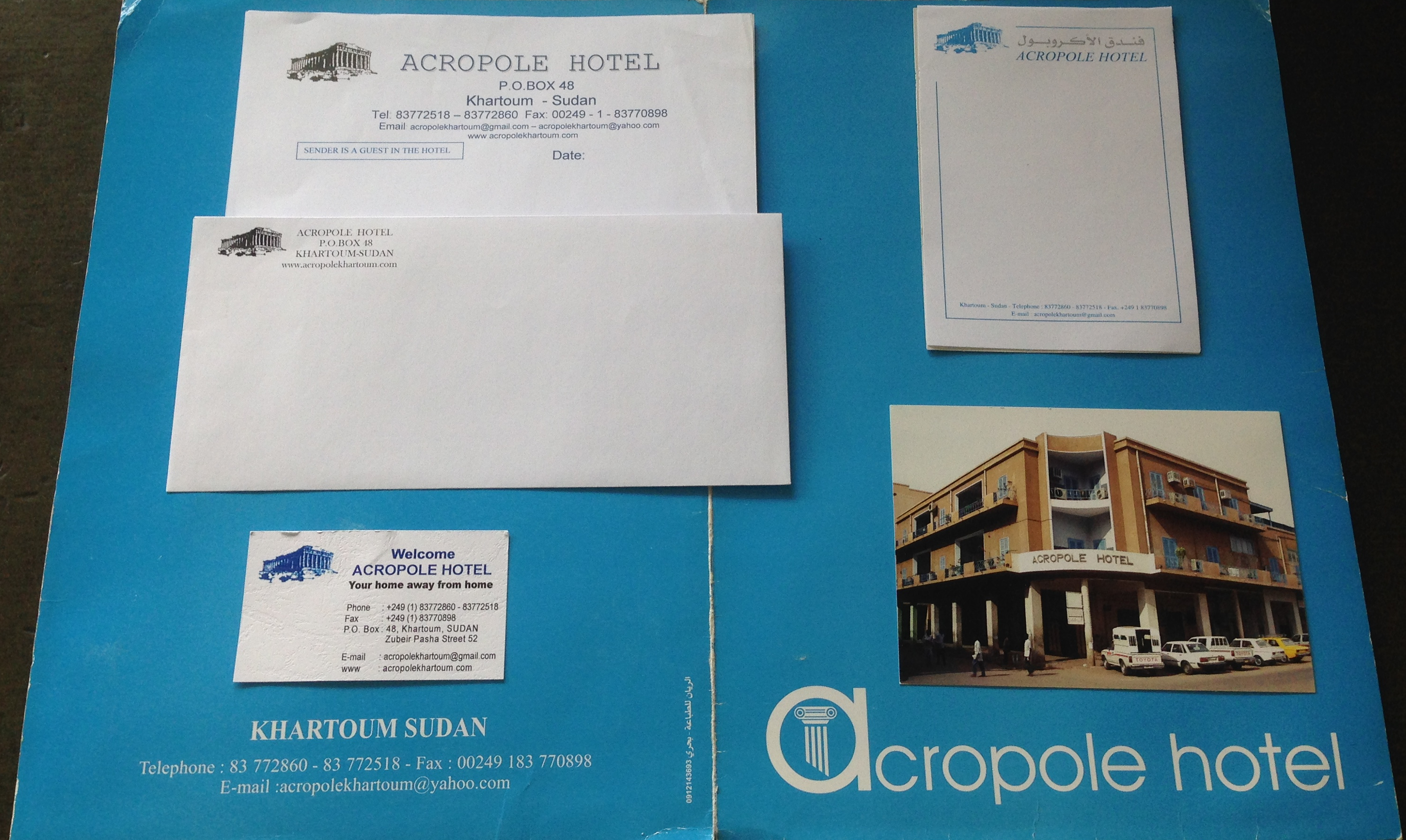
مجموعة الورق

بعد إغلاق سفارة الجمهورية اليونانية في سبتمبر 2015 أصبح الممثل الدبلوماسي الجديد لليونان بصفته القنصل الفخري جيراسيموس باغولاتوس مع القنصلية الفخرية في فندق أكروبول.

اقتباس:
يأتي بعض علماء الآثار إلى فندقنا منذ أكثر من 20 عامًا. بعد أن حللنا العديد من المشكلات معًا، قمنا بتطوير روابط قوية تتجاوز العلاقات التجارية، نحن كعائلة. " 

## روابط خارجية
- موقع رسمي نسخة محفوظة 27 يونيو 2021 على موقع واي باك مشين.